# سكباج سردين
سكباج سردين أو سكاباج أو سردين السكابيش أو سردين السكابيتش (بالفرنسية: sardine en escabéche
)‏ هي وصفة رمزية للمطبخ الجزائري، وبشكل أكثر دقة من منطقة العاصمة. يُقدر هذا التخصص الطهوي بسبب نكهته اللاذعة.
تُعد هذه الوصفة من «السكباج» إحدى تخصصات المطبخ الجزائري، وبالأخص المطبخ العاصمي. تقوم على تحضير السردين المنظّف الذي يُطهى على البخار، أو يمكن تنظيفه وغسله ونقعه دون طهي. يُترك بعدها ليتخمّر لمدة لا تقل عن 15 يومًا في مزيج من الخردل والبصل والخل والأعشاب العطرية مثل الزعتر وأوراق الغار، ويُضاف إليه زيت الزيتون ويُرشّ بالبقدونس المفروم.
يُحضَّر الطبق على شكل طبقات، وهي خطوة أساسية للحفاظ على شكل السردين دون أن يتفتت. في إناء واسع نوعًا ما، تُوضع أولاً طبقة من السردين، ثم تُضاف الخردل، تليها طبقة من البصل المقطع رقيقًا، ثم الأعشاب العطرية. تُكرّر هذه العملية حتى نفاد المكونات.

## الأصل وأصل الكلمة
يُعتقد أن أصل طبق «سردين السكابيش» يعود إلى شمال إفريقيا، حيث يشير مصطلح «سكابيش أو سكباج»" إلى طريقة تقليدية لتحضير وحفظ الطعام.
يستمد المطبخ الجزائري، بفضل موقعه الساحلي على ضفاف البحر الأبيض المتوسط، تنوعه وغناه من الجذور الأمازيغية والموروث المتوسطي. فبفضل موقعها الساحلي على البحر الأبيض المتوسط، تستفيد الجزائر من مواردها البحرية التي تثري تراثها المطبخي. ومن بين أشهر الأطباق البحرية في هذا التراث نجد «سكباج سردين»، ويوجد في مطبخه أيضًا العديد من أطباق الأسماك الأخرى. وهو يُستهلك طيلة أيام السنة، وخاصة في شهر رمضان.. توجد أنواع مختلفة منه في الأسواق، مثل سكباج صلصة الطماطم مع "الدردسة" أو بنكهة الخردل الحامضة. ويقصد الناس خصيصًا أحياء مثل القصبة أو باب الواد أو ساحة الشهداء في العاصمة الجزائرية لشراء هذا النوع من السكباج، حيث تُعرض فيه بتنوع أكبر مقارنةً بمناطق أخرى. ويُقدَّم السكباج في الأمسيات الرمضانية إلى جانب الشوربة، وخبز الدار، وأطباق رمضانية تقليدية أخرى.
في المطبخين العربي والمتوسطي، توجد وصفات متعددة للسكباج (أو الإسكابيش) تختلف باختلاف البلدان وطريقة التحضير. توجد نسخة مطورة من "سردين الإسكابيش" (بالفرنسية: Sardines à l’escabeche
)‏في مدينة سيت الفرنسية، أُدخلت من قبل الأقدام السوداء. غير أن وصفات المناطق الأخرى تختلف في مكوناتها وأساليب طهيها عن تلك الخاصة بـ"سكباج السردين" الجزائري..
كلمة إسكابيش تأتي من الكلمة الإسبانية «escabeche» والتي تعني "مخلل" أو "طبق منقوع في الخل". وهي بدورها مأخوذة من كلمة عربية قديمة كانت تطلق على طبق لحم يُحفظ بالخل.
في الماضي، وخاصة خلال رمضان، كان صانعو السكابيش ينصبون طاولات خاصة في أماكن مثل ساحة الشهداء، والقصبة، وباب الواد، لعرض ألذّ ما يصنعونه خصيصًا لهذا الشهر الفضيل. وكان بعضهم يرتدي زيًا أزرق مميزًا يُدعى "شانغهاي"، ما أدى إلى ظهور ما يُعرف بـ"البلوزة الزرقاء لشانغهاي"، وهو زيّ كان مفضلًا لدى أهل العاصمة الجزائرية قديماً. شنغهاي الزرقاء " وقد أُدخل إلى الجزائر بين الحربين العالميتين (1920–1940) من طرف بحّارة صينيين.